# Вместе (фильм, 2000)
«Вместе» (швед. Tillsammans) — комедийный художественный фильм 2000 года, снятый режиссёром Лукасом Мудиссоном.

## Сюжет
1970-е годы, Стокгольм. На окраине города, в маленьком домике живёт коммуна хиппи: Йоран со своей девушкой Леной, проповедующей свободную любовь; Анна, решившая «стать лесбиянкой» по политическим мотивам; убеждённый коммунист Эрик; гомосексуал Классе и его безответная любовь Лассе, недавно разошедшийся с Анной.
Однажды сестра Йорана, «нормальная» женщина Элизабет порывает с сильно пьющим грубияном Рольфом, её мужем, и, взяв с собой дочь-подростка Еву и сына Стефана, на время переселяется в коммуну. Тогда жизнь хиппи меняется.

## В ролях
| Актёр             | Роль     |
| ----------------- | -------- |
| Лиза Линдгрен     | Элизабет |
| Микаэль Нюквист   | Рольф    |
| Густав Хаммарстен | Йоран    |
| Эмма Самуэльсон   | Ева      |
| Сэм Кессель       | Стефан   |
| Аня Лундквист     | Лена     |
| Джессика Лидберг  | Анна     |
| Ола Норелль       | Лассе    |
| Аксель Зубер      | Тет      |
| Шанти Роней       | Классе   |
| Олле Сарри        | Эрик     |
| Хенрик Лундстрём  | Фредерик |
| Стен Льюнгрем     | Биргер   |

## Награды и номинации

### Награды
- 2000 — Приз «Серебряная шпора»
- 2000 — четыре приза на международном фестивале в Хихоне (Испания): за лучшую режиссуру (Лукас Мудиссон), лучшему актёру (Микаэль Нюквист), за лучший сценарий (Лукас Мудиссон), Специальный приз молодёжного жюри за лучший фильм (Лукас Мудиссон)
- 2000 — Приз ФИПРЕССИ на международном фестивале в Стокгольме
- 2000 — Приз лучшему режиссёру кинофестиваля в Генте (Лукас Мудиссон)
- 2001 — Гран-при международного фестиваля комедийных фильмов Alpe d’Huez
- 2001 — Приз «Серебряный дельфин» международного фестиваля FesTróia в Сетубале (Португалия) за лучшую режиссуру (Лукас Мудиссон)
- 2001 — Специальный приз жюри международного фестиваля в Ньюпорте (США)

- 2001 — Специальный приз жюри на международном фестивале в Париже
- 2001 — Приз жюри за лучший фильм на международном фестивале в Филадельфии
- 2001 — Приз «Особое мнение» международного фестиваля в Пуле (Хорватия) за лучший европейский фильм
- 2001 — Приз международного фестиваля в Сиэтле за лучшую режиссуру (Лукас Мудиссон)
- 2001 — Приз международного фестиваля в Таосе (США)

### Номинации
- 2000 — номинация на премию European Film Awards за европейское открытие года (Лукас Мудиссон)
- 2001 — номинация на премию «Бодил» за лучший неамериканский фильм (Лукас Мудиссон)
- 2001 — три номинации на премию «Золотой жук»: лучшая режиссура (Лукас Мудиссон), лучший сценарий (Лукас Мудиссон), лучшая мужская роль второго плана (Микаэль Нюквист)
- 2002 — номинация на премию «Независимый дух» за лучший зарубежный фильм (Лукас Мудиссон)

## Интересные факты
- Персонаж Биргера — намёк на короткометражный фильм Мудиссона Bara prata lite, в котором так звали главного героя.